# Finale della Coppa delle Coppe 1984-1985
La finale della 25ª edizione della Coppa delle Coppe UEFA è stata disputata il 15 maggio 1985 allo stadio Feijenoord di Rotterdam tra Everton e Rapid Vienna. All'incontro hanno assistito circa 38 500 spettatori. La partita, arbitrata dall'italiano Paolo Casarin, ha visto la vittoria per 3-1 del club inglese.

## Il cammino verso la finale
L'Everton di Howard Kendall esordì contro gli irlandesi dell'UCD battendoli 1-0 tra andata e ritorno. Agli ottavi di finale i cecoslovacchi dell'Inter Bratislava furono sconfitti con un risultato complessivo di 4-0. Ai quarti i Toffees affrontarono gli olandesi del Fortuna Sittard e vinsero 3-0 in Inghilterra e 2-0 nei Paesi Bassi. In semifinale i tedeschi occidentali del Bayern Monaco furono sconfitti 3-1 nella gara di ritorno, dopo che l'andata a Monaco di Baviera si concluse a reti inviolate.
Il Rapid Vienna di Otto Barić iniziò il cammino europeo contro i turchi del Beşiktaş vincendo con un risultato complessivo di 5-2. Agli ottavi gli scozzesi del Celtic furono sconfitti col risultato totale di 4-1, sebbene inizialmente la partita di ritorno finì 0-3 con conseguente qualificazione del Celtic, ma venne fatta ripetere in quanto la UEFA accolse il ricorso del Rapid Vienna che reclamava il fatto che un loro giocatore fosse stato colpito da un oggetto lanciato dalle tribune. La ripetizione si giocò sul neutro di Manchester e vide vincere il Rapid per 1-0. Ai quarti di finale gli Hütteldorfer affrontarono i tedeschi orientali della Dinamo Dresda, passando il turno grazie alla vittoria casalinga per 5-0 che rimontò il 3-0 subito in Germania Est. In semifinale i sovietici della Dinamo Mosca furono battuti col risultato totale di 4-2.

## La partita
A Rotterdam va in scena la finale tra l'Everton, già campione d'Inghilterra e giunto in finale imbattuto e con una sola rete al passivo, e il Rapid Vienna, guidato dal veterano Antonín Panenka e che schiera tra i pali il promettente Michael Konsel. Il primo tempo è di studio, ma pian piano gli inglesi salgono in cattedra e nel secondo tempo vanno a segno con Andy Gray e Trevor Steven. Il capitano degli austriaci, Hans Krankl, accorcia le distanze a sette minuti dal termine provando a riaprire la gara, ma il terzo gol di Kevin Sheedy chiude definitivamente il match e spegne i sogni di gloria degli avversari.

## Tabellino
| Arbitro: | Paolo Casarin |

|                                |           |            |
| Gray 55’ Steven 72’ Sheedy 85’ | Marcatori | 83’ Krankl |

| Everton | Rapid Vienna |

| Everton        |    |                       |     |
|                |    |                       |     |
| POR            | 1  | Neville Southall      |     |
| DIF            | 2  | Michael Gary Stevens  | 43’ |
| DIF            | 3  | Patrick van den Hauwe |     |
| DIF            | 4  | Kevin Ratcliffe       |     |
| DIF            | 5  | Derek Mountfield      |     |
| CEN            | 6  | Peter Reid            |     |
| CEN            | 7  | Trevor Steven         |     |
| ATT            | 8  | Graeme Sharp          |     |
| ATT            | 9  | Andy Gray             |     |
| CEN            | 10 | Paul Bracewell        |     |
| CEN            | 11 | Kevin Sheedy          |     |
| Allenatore:    |    |                       |     |
| Howard Kendall |    |                       |     |

| Rapid Vienna  |    |                  |     |     |
|               |    |                  |     |     |
| POR           | 1  | Michael Konsel   |     |     |
| DIF           | 2  | Leopold Lainer   |     |     |
| DIF           | 3  | Kurt Garger      |     |     |
| DIF           | 4  | Karl Brauneder   |     |     |
| DIF           | 5  | Heribert Weber   | 39’ |     |
| CEN           | 6  | Reinhard Kienast |     |     |
| CEN           | 7  | Zlatko Kranjčar  |     |     |
| CEN           | 8  | Peter Hrstic     |     |     |
| ATT           | 9  | Hans Krankl      |     |     |
| CEN           | 10 | Rudolf Weinhofer |     | 67’ |
| ATT           | 11 | Peter Pacult     |     | 60’ |
| Sostituzioni: |    |                  |     |     |
| ATT           | 15 | Johann Gross     |     | 60’ |
| CEN           | 13 | Antonín Panenka  |     | 67’ |
| Allenatore:   |    |                  |     |     |
| Otto Barić    |    |                  |     |     |